# U 184
U 184 war ein U-Boot vom Typ IX C/40, das im Zweiten Weltkrieg von der deutschen Kriegsmarine eingesetzt wurde. Seit dem 20. November 1942 gilt es als verschollen.

## Geschichte
U 184 wurde von der Deschimag AG Weser in Bremen mit der Baunummer 1024 am 10. Juni 1941 auf Kiel gelegt. Am 21. Februar 1942 erfolgte der Stapellauf. Am 29. Mai 1942 wurde das Boot unter Oberleutnant zur See Günther Dangschat in Dienst gestellt. Das U-Boot erhielt die Feldpostnummer M-45 477. Vom 29. Mai bis zum 31. Oktober 1942 befanden sich Boot und Besatzung in der Ausbildung. Am 1. November wurde das Boot als Frontboot der 2. U-Boot-Flottille in Lorient zugewiesen. Die erste Unternehmung begann am 8. November 1942 vom U-Boot-Stützpunkt Bergen aus und sollte in Lorient enden. Als Operationsgebiet war der Nordatlantik vorgesehen. Als Reaktion auf die Landung Alliierter Truppen in Nordafrika im Rahmen der Operation Torch waren im Spätherbst 1942 fast sämtliche deutschen U-Boote von hier in das Seegebiet vor Gibraltar und ins Mittelmeer beordert worden. Die im Nordatlantik verbliebenen neun Boote, zwei IX-Boote und sieben vom Typ VII, waren nicht in der Lage eine U-Bootgruppe nach Maßgabe der von Karl Dönitz entwickelten Rudeltaktik zu bilden, um Geleitzüge aufzuspüren und anzugreifen. Im Laufe des Novembers wurde daher die Anzahl der im Nordatlantik operierenden U-Boote auf 16 erhöht, die zur U-Boot-Gruppe Kreuzotter zusammengefasst wurden. U 184 war eines von drei IX-Booten, die dieser U-Bootgruppe zugeteilt waren. Bei einem Angriff auf den Geleitzug ONS 144 zwischen dem 16. und dem 20. November, meldete Kommandant Dangschat, sechs Schiffe torpediert und davon vier versenkt zu haben. Im Nachhinein wurde lediglich eine Versenkung bestätigt: Der britische Dampfer Widestone sank am 17. November 1942 um 23:46 Uhr nach einem Torpedotreffer.
Am 20. November 1942 um 13:12 Uhr setzte das Boot vor Neufundland einen letzten Funkspruch ab: „Keine Fühlung. Von der Fernsicherung abgedrängt. Geleitzug 13:00 Uhr in BC 2812.“ Danach blieb es verschollen.